# بحيرات الأنصب
بحيرات الأنصب؛ تقع البحيرات في منطقة الأنصب التابعة لولاية بوشر بمحافظة مسقط، وهي على بعد بضع كيلو مترات من مطار مسقط الدولي.
تصنف بحيرات الأنصب من الأراضي الرطبة الصناعية حسب تصنيف اتفاقية رامسار للأراضي الرطبة، وتبلغ مساحتها 54 هكتارا، وهي الموقع رقم 2406 للمواقع المعلنة للاتفاقية. وتم الاعلان عن بحيرات الأنصب كثاني موقع رامسار بالسلطنة.

## طبيعة البحيرات
تبلغ مساحة منطقة البحيرات 40 هكتارًا أي حوالي 18 كيلو مربعًا، وتعد هذه البحيرات منشأةَ معالجةِ مياه الصرف الصحي، وتتصل بسلسلة من البرك المائية المحيطة، وهي عبارة عن خمس بحيرات كبيرة تم حفرها لتجميع الماء المصفى، ويتم ضخ ما بين 3000 الى 5000 متر مكعب من الماء المصفى بها يومياً. يبلغ عمق البحيرة الرئيسية 3 أمتار ونصف، ويتم التحكم في مياه البحيرات بحيث تجعل المياه ضحلة جدًا في فصل الصيف من أجل الطيور التي تفد إلى البحيرات صيفًا والتي تعيش في المياه الضحلة، بينما يتم جعل المياه عميقة في فصل الشتاء من اجل الطيور التي تفد الى البحيرات شتاءً والتي تعيش في المياه العميقة.

## الهدف منها
تهدف هذه المنشأة إلى توفير كميات من المياه المعالجة وإعادة استخدامها في مجالات الري، كما ترمي أيضاً إلى توفير نظام بيئي مناسب للطيور المستوطنة أو المهاجرة، وإيجاد بيئة آمنة للنباتات العمانية والفراشات وأنواع أخرى من الحياة البرية، في حين تم رصد أكثر من 305 نوع من الطيور.
كما تسهم هذه البحيرات في دعم القطاع السياحي، إذ أنها تُعدُّ إحدى الواجهات السياحية لهواة مشاهدة ومراقبة الطيور، وتقدم عرضا مدهشاً لطبيعة عمان المثيرة للإعجاب والزاخرة بالتنوع الإحيائي، ويمكن للزوار رؤية أنواع عديدة من الطيور مثل الطائر الأسود المجنح الذي أتخذ من بحيرات الأنصب موطناً دائما له. وفي نوفمبر تصل النسور الرائعة إلى البحيرات وتقضي فصل الشتاء في مسقط.

## الطيور والموائل الطبيعية
تضم البحيرات 4 أنواع مختلفة من الموائل الطبيعية، والتي تجتذب إليها أنواعًا مختلفة من الطيور؛ وهي: 
- المسطحات المائية المفتوحة: تجذب اليها عددًا من أنواع الطيور: كالبط الأحمر الرأس وحمراوي أبيض العينين، وحذف صيفي، وطائر النحام الكبير، والغواص أسود العنق، وموائل نباتات القيصوب.
- حواف البحيرات: تجذب اليها الطيور التي تخوض في المياه مثل طائر طيطوي البطائح، وطيطوي أحمر الساق أرقط، والشنقب الشائع، ومرعة بيلون، ومرعة منقطة، والوراق الأبيض الصغير، والوراق الصغير.
- موائل الأشجار الكثيفة: تجذب إليها عدداً من أنواع الطيور كالنقشارة، وطائر الصرد، وطيور السمنة، والهزاز الأزرق الحلق، وأنواع أبو الحناء.
- الموائل الصخرية وشبه الصحراوية: تجذب اليها عدداً من أنواع الطيور الجارحة مثل العقاب الإمبراطوري، والعقاب الأسفع الكبير، وطيور القطا المخطط، والقطا الكستنائي البطن، والدرج الرمادي والأبلق، وطيور القبرة.

كما تم استغلال هذه البحيرات لتربية الأسماك من أجل القضاء على يرقات البعوض، حيث تقوم هذه الأسماك بالتغذي على اليرقات، وتم استخدام هذه الوسيلة تفاديًا لاستخدام المبيدات الكيميائية التي تؤثر على الطيور والنباتات.
وتضم البحيرات أنواعاً متنوعة من الأشجار المحلية الطبيعية مثل السدر، والغاف، والقرط، والطيق، والسوقم، والعيتيت، واللبان، والتين البري، والعتم، والعلعلان، والشوع، والصبار، والراك، إلى جانب وجود مشتل خاص من أجل اكثار الأشجار العمانية.

## وصلات خارجية
- بحيرات الأنصب